# Адалберо II (Базел)
Адалберо II (на немски: Adalbero II; † 12 май 1025, Базел) е първият епископ в Базел от 999 до 1025 г. Той сече монети.

## Управление
Бургундският крал Рудолф III му дава през 999 г. манастир Мутие-Грандвал (Moutier-Grandval) в Швейцария. По неговото време се построява катедралата в Базел (наричана Хайнрихсмюнстер и понякога Адалберто-Дом). Император Хайнрих II (упр. 1002 – 1024) е негов приятел и му помага. На 11 октомври Адалберо II освещава новопостроената катедрала в присъствието на император Хайнрих II.
Адалберо II е градски господар в Базел и представител на императора. Умира през 1025 година почти една година след приятеля си император Хайнрих II. Погребан е в задната крипта на Базелската катедрала.
Император Конрад II поставя на неговото место своя близък епископ Улрих II.